# Šlehy a úsměvy
Šlehy a úsměvy je název knihy, obsahující překlad vybraných částí z řeckého díla nazvaného Dialogoi (ΔΙΑΛΟΓΟΙ), jehož autorem je satirik a pamfletista Lúkiános. 
Z řeckého originálu vybral, přeložil, předmluvou a seznamem vlastních jmen doplnil Ladislav Varcl.
Knihu vydalo Nakladatelství Svoboda v roce 1969 jako 3. svazek edice Antická knihovna.